# ルドルフ・レヴィ
ルドルフ・レヴィ（ドイツ語: Rudolf Levy、1875年7月15日 - 1944年1月頃）はドイツの「表現主義」の画家・ホロコースト犠牲者である。

## 略歴
現在のポーランドのシュチェチン（プロイセンのシュテティーン）で正統派ユダヤ教徒の家に生まれた。ダンツィヒで育ち、大工の見習いになった後、家族の反対に抗して、画家になるために1895年にカールスルーエの美術学校に入学した。
1897年に友人となったハンス・プルマン(Hans Purrmann)とミュンヘンに移り、ミュンヘン美術院で、ニコラオス・ギジスに学び、1899年からはハインリヒ・クニルの私立美術学校でも学び、ハインリヒ・フォン・ツューゲルらと野外制作の活動をし、美術家グループ、"Sturmfackel" のメンバーとして活動した。
1903年の秋にパリに移り、パリで活動するドイツ語圏の画家のサークルで活動した。2年後、第3回のサロン・ドートンヌに出展した。フォーヴィズムの画家、アンリ・マティスから大きな影響を受けた。1910年以降は南フランスやチュニジアを旅した。
第一次世界大戦中は、ドイツ軍に志願し、アルトワやフランドルで戦い、1915年に鉄十字章を受勲した。戦後は写真家で女優の女性と結婚し、ベルリンに住み1922年にベルリンの画廊で個展を開いた。1924年から1926年の間はパリに滞在した。
1930年代になって、ドイツでユダヤ人への迫害が増えてきたため、イタリアのラパッロに移り弟子のBob Gesinus-Visserと過ごした。 1935年に、スペインのマヨルカ島に移るが、スペイン内戦が始まり安全な場所ではなくなり、ユダヤ人の友人の俳優で映画監督のエリック・シャレルとニューヨークに移った。レヴィはアメリカの生活を好まずヨーロッパに戻り、クロアチアのドゥブロヴニク、イタリアのイスキア島で、絵を売り家族からの支援を受けながら暮らした。
第二次世界大戦が始まると、イスキア島の滞在許可が取り消され、シャレルによるアメリカに渡るビザの取得に関する努力は成功しなかった。フィレンツェの友人の家で過ごしていたが、1943年にドイツ軍がイタリアを占領した後の12月に、ゲシュタポに逮捕され、フィレンツェの刑務所に収監された後、アウシュヴィッツの収容所へ移送される途中で亡くなったとされる。

## 作品
- 静物画
- イスキアの女性 (c.1938)
- マルセイユの港 (1926)
- クラリネット奏者
- ヌード
- 静物画
- 自画像(1943)

## 関連書籍
- Susanne Thesing (1985), "Levy, Rudolf", Neue Deutsche Biographie (NDB) (in German), 14, Berlin: Duncker & Humblot, pp. 405–406;
- Susanne Thesing, Manfred Rothenberger, Heinz Neidel: Rudolf Levy (1875-1944). Leben und Werk. Verlag für Moderne Kunst, Nürnberg 1990 ISBN 3-922531-89-X
- Rudolf Levy. Ölbilder. Katalog der Gedächtnis-Ausstellung 20 February-26 March 1959 in the Frankfurter Kunstkabinett.
- Friedrich Ahlers-Hestermann: Kunst und Künstler. Der deutsche Künstlerkreis des Café du Dôme in Paris, Berlin 1918, Pgs.369-404